# Cardcaptor Sakura
Pour les articles homonymes, voir Sakura (homonymie) et CCS.
Autre
Cardcaptor Sakura (カードキャプターさくら, Kādokyaputā Sakura), également connu sous le titre de Sakura, chasseuse de cartes dans la série télévisée ou abrégé en CCS, est un shōjo manga du groupe de dessinatrices CLAMP. Il est prépublié entre 1996 et 2000 dans le magazine Nakayoshi, et compilé en douze volumes reliés par Kōdansha. La version française est publiée par Pika Édition. 
La série remporte le prix Seiun du meilleur manga en 2001.
La série animée basée sur le manga est constituée de 70 épisodes (distribués sur trois saisons) diffusés entre 1998 et 2000, ainsi que deux films d'animation, Cardcaptor Sakura, le film et Cardcaptor Sakura, le film 2 : La Carte scellée, et un dernier épisode spin-off de dix minutes intitulé Leave It to Kero! Theatrical Version, qui vient clore la série. La deuxième saison de la série télévisée a gagné le prix animé Animage en 1999. L'intégralité de cette adaptation animée est éditée et commercialisée par IDP Home Video Music en France.
La plupart des personnages de Card Captor Sakura sont présents dans d'autres œuvres de CLAMP, comme Tsubasa Reservoir Chronicle, qui a également été adaptée en série animée.
Un nouveau manga, intitulé Card Captor Sakura - Clear Card Arc, est publié depuis juin 2016 dans le magazine Nakayoshi. Une adaptation en anime est diffusée depuis janvier 2018.

## Scénario
Sakura Kinomoto est une fillette de CM1 menant une vie tout à fait normale. Mais un jour, elle est attirée par un bruit dans la bibliothèque de son père. En cherchant l'origine du son, elle trouve un mystérieux livre : Le Livre de Clow, qu'elle ouvre par accident. Elle laisse alors s'échapper accidentellement presque toutes les Cartes de Clow qui s'y trouvaient, et ne réussit à n'en garder qu'une : la carte du Vent. Par sa capacité à ouvrir le sceau du livre, Sakura découvre qu'elle possède des pouvoirs spéciaux et qu'il est de sa responsabilité de récupérer les cartes dispersées. Elle devient donc la « Chasseuse de cartes ».
Sa tâche consiste à retrouver chaque carte, à battre sa personnification, à la capturer et à la marquer de son nom afin de pouvoir la soumettre. Elle est secondée par Kerobero (ou Kero), le gardien du sceau sacré qui devait protéger les cartes, mais qui était endormi lorsque Sakura a ouvert Le Livre de Clow. Kero a l'aspect d'une peluche volante dans la majeure partie de la série (c'est sa forme « empruntée »), mais après que Sakura a capturé toutes les cartes, il acquiert la capacité de se changer à volonté en un majestueux lion ailé. Tout au long de son aventure, Kero guide Sakura et lui apprend dès le premier épisode à se servir de la clé du sceau sacré qui lui permet de se battre et de capturer les Cartes de Clow.
Les six premiers volumes du manga, ainsi que les deux premières saisons de la série animée, sont focalisés sur la recherche et la capture des cartes perdues par Sakura. Kerobero devient son guide et mentor au cours de cette quête, tandis que sa meilleure amie Tomoyo Daidōji (qui est aussi une cousine éloignée) dessine tous ses costumes de chasseuse de cartes et filme ses aventures. Sakura est en compétition pour la capture des cartes avec Shaolan Li, le descendant du créateur des Cartes de Clow, Clow Reed.
La dernière moitié du cycle des cartes de Clow se termine avec le jugement final, dans lequel Yue juge si celui ou celle choisi par Kerobero est digne de devenir le nouveau maître des cartes.
Les six derniers volumes du manga et la troisième saison de la série animée introduisent plusieurs nouveaux personnages, dont l'énigmatique Eriol Hiiragizawa. Sakura, devenue la nouvelle maîtresse des Cartes de Clow, doit les transformer avec sa propre magie en Cartes de Sakura. En même temps, d'étranges événements se produisent à Tomoeda, ce qui inquiète et rajoute de la pression à Sakura. Entre-temps, Shaolan Li est tombé amoureux de Sakura et tente de lui avouer ses sentiments; cela sera abordé dans le tout dernier volume de la série.

## Personnages
Si plusieurs personnages peuvent être considérés comme personnages importants car ils jouent un grand rôle dans l'intrigue, Sakura Kinomoto reste la protagoniste de l'histoire. D'autres personnages ont des rôles de soutien et font souvent des apparitions récurrentes.
Lors de l'adaptation française, les noms de la plupart des personnages ont été changés.
| Famille Kinomoto                             | Famille de Clow Reed (Famille Li) | Famille Daidōji                | Clow Reed                         | Créatures magiques                          | Camarades de classe             | Autres personnages                |
| -------------------------------------------- | --------------------------------- | ------------------------------ | --------------------------------- | ------------------------------------------- | ------------------------------- | --------------------------------- |
| Sakura Kinomoto (Sakura Gauthier en VF)      | Shaolan Li (Lionel en VF)         | Tomoyo Daidōji (Tiffany en VF) | Clow Reed                         | Cerberus (Kerobero en VF)                   | Chiharu Mihara (Sandrine en VF) | Maki Matsumoto (Marie en VF)      |
| Toya Kinomoto (Thomas Gauthier en VF)        | Meiling Li (Stéphanie en VF)      | Sonomi Daidōji (Suzanne en VF) | Eriol Hiiragizawa (Anthony en VF) | Yue                                         | Rika Sasaki (Sonia en VF)       | Yoshiyuki Terada                  |
| Fujitaka Kinomoto (Dominique Gauthier en VF) | Les quatre sœurs de Shaolan       | —                              | Kaho Mizuki (Katia Moreau en VF)  | Spinel Sun (Gothar en VF)                   | Naoko Yanagisawa (Nadine en VF) | Yukito Tsukishiro (Mathieu en VF) |
| Nadeshiko Kinomoto (Nathalie en VF)          | Yelan Li                          | —                              | —                                 | Ruby Moon / Nakuru Akizuki (Samantha en VF) | Takashi Yamazaki (Yvan en VF)   | Wei Li (Pierre en VF)             |

- Sakura Kinomoto, élève de CM1, vit avec son père, Fujitaka et son grand frère Toya. Sa mère est morte alors qu'elle n'avait que 3 ans. En apparence, c'est une fille comme les autres mais sa vie a changé depuis qu'elle a découvert le mystérieux livre de Clow et est devenue la chasseuse de cartes. Elle est d'abord amoureuse de Yukito (Mathieu) mais finit par tomber amoureuse de Shaolan (Lionel) par la déclaration de ce dernier. Au cours des épisodes, on découvre plusieurs informations sur notre héroïne : elle fait partie du club de majorettes, Sakura est forte en toutes sortes de sports, elle est aussi très tête en l'air. Et pour finir, tout le monde a une peur bleue de quelque chose : Sakura elle, a une peur bleue des fantômes (c'est un peu à cause de Toya).
- Keroberos (aussi appelé Kero) est un des deux gardiens des cartes de Clow. Celles-ci s'étant échappées, il aidera Sakura, sa nouvelle maîtresse, à les retrouver avant que le sceau ne se brise. Il a pour forme habituelle une peluche ailée, mais se transforme en un tigre ailé lorsque les quatre cartes élémentaires sont réunies (le vent, l'eau, le feu et la terre). Il ne peu retourner a sa forme originelle que si Sakura a capturer au moin la carte du feu et de la terre(dans l'anime, quand Sakura a capturé la carte du feu, il retrouve un peu de ses pouvoirs). Il est associé au Soleil et utilise une magie de type occidentale. Les cartes élémentaires qui le représentent sont le feu et la terre. La particularité de Kero, c'est qu'il peut manger tout ce qu'il veut et boire tout ce qu'il veut, au profit de Yue qui lui ne peut ni boire, ni manger.
- Yue : Au début, Yue se présente sous la forme de Yukito (Mathieu). Mais Yukito ignore la présence de Yue qui est bien vivant à l'intérieur de lui. Yue apparaîtra le jour du jugement final (quand Sakura récupère toutes les cartes égarées) où il qualifiera Sakura digne d'être la maîtresse légitime des cartes. Yue est l'autre gardien des cartes, mais étant très attaché à son ancien maître, il aura du mal à accepter sa nouvelle maîtresse. Il est associé à la Lune et utilise une magie de type orientale. Les cartes élémentaires qui le représentent sont le vent et l'eau. Yue ne peut ni boire, ni manger, et pourtant Yukito peut manger des kilos de nourriture.
- Tomoyo Daidōji (Tiffany) : Tomoyo est une maniaque de la caméra. D'ailleurs, son plus grand modèle est Sakura, sa meilleure amie et également sa cousine germaine. Elle est intelligente, elle chante merveilleusement bien et est observatrice : c'est en filmant une nuit, le ciel, qu'elle découvrira le secret de Sakura. Depuis, sa plus grande joie est de confectionner les costumes de combat de cette chère Sakura (car elle est très grande couturière) et de filmer les performances de cette dernière. Elle est la meilleure amie de Sakura[5] (et cherche toujours à l'aider dans les moments les plus difficiles en l'honneur de cette sincère et longue amitié). Son père est à la tête d'une multinationale et sa mère, quant à elle, est Sonomi Daidōji, cousine de Nadeshiko Kinomoto, la mère de Sakura. Mais dans certains épisodes, Tiffany est exposée à la menace des cartes (bouclier, chant et voix). En effet, Tiffany a été confrontée elle aussi aux cartes. Dans l'épisode 37, la carte de la voix vole la voix de Tiffany, une semaine avant le concours national de chant de Tomoeda. Kero adore les visites de Tiffany.
- Shaolan Li (Lionel) : Shaolan vient de Hong Kong, c'est un garçon solitaire, très sombre, qui sourit très peu, et a énormément de mal à exprimer ses sentiments. Il est un descendant de la famille de la mère de Clow Reed et comme la plupart de sa famille, il possède des pouvoirs. Il peut sentir les cartes de Clow et possède, comme Sakura, un objet qui lui permet de se servir des cartes mais pas de les enfermer. Seule Sakura le peut. Il possède un compas magique qui lui permet de repérer les cartes. Dès le début, Shaolan met en doute les capacités de Sakura en tant que chasseuse de cartes. Aussi se pose-t-il en rival à celle-ci pour la capture des cartes de Clow. Il a d'ailleurs capturé plusieurs cartes (uniquement dans l'animé) : Le Temps, La Tempête, Le Passé, La Vitesse, Le Gel, Le Rêve, Le Sable, Les Jumeaux. Au cours de la série, il commencera peu à peu à considérer Sakura comme une amie et même, par la suite, à tomber amoureux d'elle, mais ne va le lui avouer que beaucoup plus tard, même si l'amour de celle-ci pour Yukito complique les choses.
- Meiling Li (Stéphanie) : C'est la cousine et la fiancée de Shaolan. Elle arrive à Tomoeda lors du 19e épisode de l'anime. Égocentrique, possessive, elle est très amoureuse de Shaolan depuis qu'elle est petite. Si elle apparait au début comme une rivale de Sakura dans la capture des cartes de Clow, elles finissent par bien s'entendre jusqu'à son départ lors de l'épisode 43. Elle reviendra lors de l'épisode 60 où Shaolan lui avouera qu'il est tombé amoureux de Sakura. Bien qu'elle soit blessée par cette nouvelle, elle acceptera sa décision et fera tout pour qu'il lui déclare son amour. Ce personnage n'apparait pas dans le manga.
- Toya Kinomoto (Thomas) : C'est le meilleur ami de Yukito et le frère de Sakura. Il n'arrête pas de la taquiner et de la traiter de monstre, mais il est en fait très protecteur envers elle (il ne voudra cependant jamais l'avouer). Toya possède certains pouvoirs lui permettant de voir les fantômes, dont sa mère, et de sentir les auras magiques. Il est, en outre, le seul à pouvoir distinguer la carte Mirror de la vraie Sakura. Il a des sentiments amoureux pour Yukito, raison pour laquelle lorsque ce dernier est sur le point de disparaître, il cède tous ses pouvoirs à Yue.
- Yukito Tsukishiro (Mathieu) : C'est le meilleur ami de Toya, et la forme d'empreint de Yue. Il ignore qu'il n'est pas humain, et ce, jusqu'à ce que Toya le lui révèle. Sur le point de disparaître car Sakura n'a pas assez de magie pour Yue, Toya lui cède alors la totalité de ses pouvoirs. Il est lui aussi amoureux de Toya. Les sentiments qui lient ces deux-là sont toutefois plus visibles dans le manga.
- Fujitaka Kinomoto (Dominique)  : C'est le père de Sakura et de Toya Kinomoto. Il est un père dévoué, patient, calme, travaillant et très talentueux dans de nombreux domaines. Dans le manga et l'animé, il explique à Sakura qu'il est la réincarnation de Clow Reed (Seulement dans le manga, il explique qu'il y a une autre réincarnation de Clow Reed : Eriol). Mais contrairement à ce dernier, il n'a reçu aucun souvenir, ni aucun pouvoir.
- Kahō Mizuki (Katia) : Elle est enseignante. Elle possède de grands pouvoir lunaires, qui perturberont la perception de Kero. Dans le passé, elle a eu une relation avec Toya. Puis elle est partie en Angleterre et y a rencontré Eriol. Elle est là lors du jugement dernier où apparait Yue, gardien lunaire du livre de Clow Reed . Ce dernier aurait laissé sur Terre une cloche magique que Kahō récupère et utilise pour prévenir de la distorsion du labyrinthe.
- Eriol Hiiragizawa (Anthony) : Eriol est le personnage le plus mystérieux de l'animé. Il vient d'Angleterre et arrive après que Sakura ait récupérée toutes les cartes de Clow et ait passé le jugement final. Il va dresser toutes sortes d'embûches à Sakura pour que cette dernière se serve de ses cartes et les transformes en cartes de Sakura. En fait, Eriol est la réincarnation de Clow Reed. Il a lui aussi deux gardiens : Ruby et Gothar (Spinel en VO), qui sont respectivement les équivalents de Yue et Keroberos. Eriol est également, aux yeux de Shaolan, un rival pour Sakura, car il n'apprécie pas du tout le regard et le comportement qu'il a envers elle.
- Nakuru Akizuki (Samantha) : C'est la forme d'empreint de Ruby Moon. Au service d'Eriol, elle est l'antagoniste de Yue.
- Spinel Sun : Tout comme Ruby Moon, il est au service d'Eriol. Il est l'antagoniste de Keroberos.
- Clow Reed : Il est le créateur des cartes de Clow et le plus grand magicien qu'il y ait eu sur Terre. Son père était anglais et sa mère chinoise, issue du prestigieux clan des Li de Hong-Kong. Ancien maître des cartes et de ses gardiens, il a laissé à Sakura le soin de prendre soin d'eux après lui. Clow Reed a deux réincarnations, dont l'une est le père de Sakura (ce qui explique les pouvoirs de Sakura) et l'autre est Eriol.
- Masaki Amamiya : C'est le grand-père de Nadeshiko et Sonomi, donc l'arrière-grand-père de Sakura et Tomoyo. Il est directeur d'une grande entreprise.

### Cartes de Clow/Cartes de Sakura
Les cartes sont très différentes les unes des autres, elles possèdent leur propre personnalité; dans le manga, elles sont au nombre de 19 tandis que d'autres ont été rajoutées dans l'anime. Certaines exécutent machinalement leur fonction, tandis que d'autres agissent à des moments précis. Les cartes les plus puissantes sont les cartes élémentaires : Eau, Terre, Feu, Air. D'autres cartes représentent des concepts tels que l'illusion.
À partir de la troisième saison, Sakura étant devenue la maîtresse des cartes, sa tâche sera de les faire siennes en les transformant en Cartes de Sakura avec son nouveau sceptre, ce qui ne sera pas chose aisée.

## Manga
Le manga de Cardcaptor Sakura est composé de 12 volumes lors de sa première édition. La série est séparée en deux actes : la capture des 19 Clow Cards dans un premier temps puis leur transformation en Sakura Cards dans un second. La version française est publiée par Pika Édition.
Une suite intitulée Card Captor Sakura - Clear Card Arc est publiée dans le magazine Nakayoshi depuis le 3 juin 2016 au Japon.

## Anime
La chronologie de l'histoire est la suivante : saison 1, film 1, saison 2, saison 3, film 2, épisode spin-off.

### Original Animation Video
Il existe trois OAV qui durent chacun environ cinq minutes.
- Tu es géniale Sakura ! Le journal vidéo de Cardcaptor Sakura de Tomoyo ! (すてきですわ、さくらちゃん！ 知世のカードキャプターさくら活躍ビデオ日記！, Sutekidesu wa, Sakura-chan! Tomoyo no kādokyaputā Sakura katsuyaku bideo nikki!?) : Le premier est un making of de Catch You Catch Me.
- Tomoyo no Cardcaptor Sakura Katsuyaku Video Nikki 2 ! : Le deuxième est lié au générique de fin Fruits Candy où Sakura fait des cakes.
- Tomoyo no Cardcaptor Sakura Katsuyaku Video Nikki Special ! : Le troisième parle du mystère des yeux fermés de Takashi (Yvan).
- Sakura Cardcaptor - Leave it Kero : Le quatrième est un court-métrage sur la rivalité entre Kerobero et Spinel Sun au sujet de la nourriture.

### Films
- Sakura, chasseuse de cartes, le film : Le Voyage à Hong Kong (劇場版カードキャプターさくら, Gekijōban kādokyaputā Sakura?, littéralement « Cardcaptor Sakura, le film ») : Le film se déroule à la fin de la première saison, entre les épisodes 35 et 36. À la suite d'une loterie organisée dans son quartier, Sakura gagne un voyage à Hong Kong pour quatre personnes. Accompagnée de Kerobero, Tomoyo, Toya et Yukito, elle s'envole vers la grande ville chinoise où elle rencontre Shaolan et sa cousine Meiling (cette dernière n'existe que dans l'anime). Pendant sa visite de la ville, elle est assaillie de visions et doit faire face à une mystérieuse sorcière jadis aimée par Clow Reed.
- Sakura, chasseuse de cartes 2 : La Carte scellée (劇場版カードキャプターさくら 封印されたカード, Gekijōban Kādokyaputā Sakura: Fūin sa reta kādo?, littéralement « Cardcaptor Sakura, le film : La carte scellée ») : Survenant après la fin de la troisième saison, le second film apporte une conclusion à la relation entre Sakura et Shaolan, question qui avait été laissée en suspens dans le dernier épisode de la série télévisée. Comme le premier film, ce film ne suit pas tous les événements décrits dans le manga et conclut donc la série d'une manière différente. Shaolan a déjà avoué ses sentiments à Sakura, mais elle ne lui a pas encore répondu. Dans un parc d'attraction en construction, Sakura et Tomoyo rencontrent Shaolan et Meiling. Sakura tente alors plusieurs fois de déclarer sa flamme à Shaolan mais échoue durant toutes ses tentatives. Pendant ce temps, sans que Sakura s'en aperçoive, les cartes de Clow disparaissent une à une, aspirées par la carte du Néant, la dernière carte que Sakura n'a pas encore capturée. Cette carte a une force égale à toutes les autres cartes de Clow. Clow Reed l'a créée pour répondre à la loi du yin et du yang, toutes les cartes sont chargées d'un pouvoir positif sauf celle-ci, qui est chargée de maintenir l'équilibre. Cette carte a aussi le pouvoir de faire disparaître toutes choses ayant un rapport avec Sakura : des objets ou même des personnes. Pour la capturer, Sakura apprend que la carte lui prendra au moment de la capture son sentiment le plus précieux, ce que Sakura conclut comme étant l'amour. À la fin, Sakura réussit enfin à avouer ses sentiments à Shaolan, en pensant qu'il ne l'aime peut-être plus (la carte ayant pris le sentiment le plus précieux de ce dernier), ce qui se révèlera n'être pas le cas.

### Doublage
| Personnages                                                       | Voix originales                   | Voix françaises                                           |
| ----------------------------------------------------------------- | --------------------------------- | --------------------------------------------------------- |
| Sakura Kinomoto (Sakura Gauthier en VF)                           | Sakura Tange                      | Patricia Legrand                                          |
| Toya Kinomoto (Thomas Gauthier en VF)                             | Tomokazu Seki                     | Yann Pichon                                               |
| Fujitaka Kinomoto (Dominique Gauthier en VF)                      | Hideyuki Tanaka                   | Philippe Roullier                                         |
| Kerberos (mode peluche) (Kérobéro en VF)                          | Aya Hisakawa                      | Dolly Vanden                                              |
| Kerberos (mode lion) (Kérobéro en VF)                             | Masaya Onosaka                    | Mathieu Rivolier, Philippe Roullier (remplacement film 2) |
| Shaolan Li (Lionel en VF)                                         | Motoko Kumai                      | Susan Sindberg                                            |
| Meiling Li (Stéphanie en VF)                                      | Yukana Nogami                     | Christine Pâris                                           |
| Tomoyo Daidōji (Tiffany en VF)                                    | Junko Iwao                        | Léa Gabrielle                                             |
| Yukito Tsukishiro (Matthieu Tournier en VF)                       | Megumi Ogata                      | Constantin Pappas                                         |
| Yué                                                               | Megumi Ogata                      | Constantin Pappas                                         |
| Eriol Hiiragizawa (Anthony en VF)                                 | Nozomu Sasaki                     | Coco Noël                                                 |
| Nakuru Akizuki (Samantha en VF) / Ruby Moon (Rubis La Lune en VF) | Ryōka Yuzuki                      | Susan Sindberg                                            |
| Spinel (mode peluche) (Gothar en VF)                              | Yumi Tōma                         | Nathalie Bienaimé                                         |
| Spinel Sun (mode panthère) (Gothar Le Soleil en VF)               | Katsuyuki Konishi                 | –                                                         |
| Kaho Mizuki (Katia Moreau en VF)                                  | Emi Shinohara                     | Nathalie Bleynie, Brigitte Aubry (remplacement film 2)    |
| Chiharu Mihara (Sandrine en VF)                                   | Miwa Matsumoto                    | Brigitte Aubry, Olivia Dutron (remplacement film 2)       |
| Naoko Yanagisawa (Nadine en VF)                                   | Emi Motoi                         | Nathalie Bleynie, Brigitte Aubry (remplacement film 2)    |
| Takashi Yamazaki (Yvan en VF)                                     | Issei Miyazaki                    | Brigitte Aubry                                            |
| Lika Sasaki (Sonia en VF)                                         | Tomoko Kawakami                   | Susan Sindberg, Christine Pâris (remplacement film 2)     |
| Yoshiyuki Terada                                                  | Tōru Furusawa / Katsuyuki Konishi | Yann Pichon                                               |
| Sonomi Daidōji (Suzanne en VF)                                    | Miki Ito                          | Hélène Bizot, Christine Pâris (remplacement film 2)       |
| Wei Li (Pierre en VF)                                             | Motomu Kiyokawa                   | Constantin Pappas                                         |
| Clow Reed                                                         | Kazuo Hayashi                     | Patrick Pellegrin                                         |
| Nadeshiko Kinomoto (Nathalie Gauthier en VF)                      | Yuko Minaguchi                    | Nathalie Bleynie                                          |
| Masaki Amamiya                                                    | Osamu Saka                        | –                                                         |
| Yelan Li                                                          | Kikuko Inoue                      | Christine Pâris                                           |
| Madoushi (Soo Yung)                                               | Megumi Hayashibara                | Emmanuelle Gamory                                         |
| Maki Matsumoto (Marie en VF)                                      | Kotono Mitsuishi                  | Brigitte Aubry                                            |
| Mariko Midori                                                     | Kei Hayami                        | –                                                         |
| Carte de la lumière                                               | –                                 | Frédérique Wojcik                                         |
| Carte du néant                                                    | –                                 | Olivia Dutron                                             |

## Produits dérivés

### Musique
Card Captor Sakura possède de nombreux albums, composés pour la plupart par Takayuki Negishi. Les bandes originales sont au nombre de quatre et contiennent les OP et ED de la série, ainsi que les background musics (musiques de fond) du dessin animé. Les deux films ont aussi chacun leur BO. Ensuite, un album de quatre disques, Complete Vocal Collection, propose des chansons du dessin animé, chantées par les doubleurs japonais. Un album de chansons de Noël, Christmas Concert, ainsi que de chansons tirées du dessin animé, sont chantées en soliste par une enfant accompagnée d'une chorale d'enfants.
Le générique sur les chaînes francophones et américaines reprenait deux chansons du groupe Froggy Mix, No Nagging (saison 1) et Razzmatazz (saisons 2 et 3), interprété par la chanteuse d'origine polonaise Bettina Antoni. C'est la chaîne française M6 qui prit l'initiative de mettre un générique eurodance pour une série d'animation.
La version française d'origine est dotée des génériques japonais traduits en français.

### Publications

#### Cardcaptor Sakura Anime Comics
La série d'anime comics est réalisée en 2001 à partir de la série animée, elle-même issue des premiers mangas. L'anime comics et la première version sont très différentes du point de vue des personnages, des cartes et l'histoire est quelque peu modifiée. La série compte 10 volumes, disponibles aux éditions Pika Édition.

#### Artbooks
Les artbooks regroupent les plus belles illustrations issue de la série Card Captor Sakura. En couleur ou en noir et blanc, elles mettent en scène les personnages de la série et présentent parfois des histoires inédites de Sakura. On peut également y trouver des commentaires de CLAMP sur ces illustrations et des posters.
- ArtsBooks Clamp Illustration
  - Artbook 2 : Cardcaptor Sakura Illustration (28 juillet 1998).
  - Artbook 7 : Cardcaptor Sakura Illustration 2 (26 avril 2000).
  - Artbook 8 : Cardcaptor Sakura Illustration 3 (26 décembre 2000).
  - Artbook 12 : Cardcaptor Sakura Memorial Book (27 février 2001).

- ArtsBooks Anime Illustration Cheerio
  - Artbook 4 : Cardcaptor Sakura Illustrations Collection Cheerio ! (12 avril 1999).
  - Artbook 9 : Cardcaptor Sakura Illustrations Collection Cheerio ! 2 (21 avril 2000).
  - Artbook 10 : Cardcaptor Sakura Illustrations Collection Cheerio ! 3 (31 août 2000).

- Anime Complete Book
  - Artbook 5 : Cardcaptor Sakura Complete Book (Clow Card Hen) (30 juillet 1999).
  - Artbook 11 : Cardcaptor Sakura Complete Book 2 (Sakura Card Hen) (29 juin 2000).
  - Artbook 13 : Movie Cardcaptor Sakura Complete Book (29 octobre 1999).
  - Cardcaptor Sakura Complete Book (Fuuin Sareta Card) (27 octobre 2000).

#### CardCaptor Sakura Fanbook
CardCaptor Sakura Chasseuse de Cartes Fanbook est un magazine mensuel consacré à Sakura publié entre 2001 et 2004, d'un format légèrement plus petit qu'un A5 (13 x 18 cm) et qui contient 64 pages. Ces petits livrets ont été édités par Diamond Publishing SpA, une maison d'édition italienne, imprimés par Grafica Editoriale Printing et distribués par MLP (Messageries lyonnaises de presse), dont le représentant en France était les Editions Spark.
La série complète comprend 25 tomes illustrés par CLAMP qui reprennent les épisodes télé diffusés par M6 Kid. On y trouve également des jeux, des recettes, des fiches personnages, le courrier des lecteurs, etc. Dans chaque magazine se trouve une Carte de Clow détachable en carton plastifié, en édition française, en rapport avec l'histoire abordée dans le magazine.
| Numéro du tome | Nom de la carte de Clow offerte | Date de parution           | Titre de l'épisode                     |
| -------------- | ------------------------------- | -------------------------- | -------------------------------------- |
| 01             | Le Vent                         | Octobre 2001               | Le livre mystérieux                    |
| 02             | L'Ombre                         | Novembre 2001              | Ma merveilleuse amie                   |
| 03             | L'Eau                           | Décembre 2001              | Rendez-vous amoureux                   |
| 04             | L'Illusion                      | Janvier 2002               | Souvenir du passé                      |
| 05             | La Foudre                       | Février 2002               | Le rival de Sakura                     |
| 06             | L'Epée                          | Mars 2002                  | La broche mystérieuse                  |
| 07             | La Fleur                        | Avril 2002                 | La fête des fleurs                     |
| 08             | Le Bouclier                     | Mai 2002                   | L'écrin                                |
| 09             | La Force                        | Juin 2002                  | Sakura et les éléphants                |
| 10             | La Brume                        | Juillet 2002               | Sakura, Thomas et Cendrillon           |
| 11             | La Flottaison                   | Août 2002                  | La dispute                             |
| 12             | La Pluie                        | Septembre 2002             | Sakura et l'arc-en-ciel                |
| 13             | L'Eclat                         | Octobre 2002               | La fête de l'été                       |
| 14             | La Lutte                        | Novembre 2002              | La nouvelle élève                      |
| 15             | Le Sommeil                      | Décembre 2002              | Le grand sommeil                       |
| 16             | Le Chant                        | Janvier 2003               | Le fantôme de l'école                  |
| 17             | La Petitesse                    | Février 2003               | Sakura a disparu                       |
| 18             | Le Miroir                       | Mars 2003                  | Sakura et son double                   |
| 19             | Le Labyrinthe                   | Avril 2003                 | Une prof pas comme les autres          |
| 20             | Le Passé                        | Mai 2003                   | Retour vers le passé                   |
| 21             | Le Changement                   | Juin 2003                  | Dans la peau d'un autre                |
| 22             | Le Bois                         | Juillet 2003               | Concours                               |
| 23             | Le Feu                          | Octobre-Novembre 2003      | Le Noël de Sakura                      |
| 24             | Le Temps                        | Décembre 2003-Janvier 2004 | Le rêve de Sakura                      |
| 25             | Le Cercle                       | Février-Mars 2004          | La nuit tombe sur le festival des arts |

### Jeux vidéo
La série a été aussi adaptée en de multiples jeux vidéo développés pour la Game Boy, Game Boy Advance, WonderSwan, PlayStation, PlayStation 2 et Dreamcast. Ces jeux ne sont disponibles pour la plupart qu’au Japon.
- WonderSwan :
  - Cardcaptor Sakura : Sakura to Fushigina na Clow Card (02/12/1999).
- PlayStation :
  - Anime Check Story Game 1: Cardcaptor Sakura (05/08/1999)
  - Cardcaptor Sakura Clow Card Magic (2000)
  - Cardcaptor Sakura: Clow Card Magic Deluxe (27/01/2000)
  - Tetris with Cardcaptor Sakura: Eternal Heart (10/08/2000)
- Game Boy Color :
  - Cardcaptor Sakura: Itsumo Sakura-Chan to Issho ! (15/05/1999)
  - Cardcaptor Sakura: Tomoeda Shōgakkō Daiundōkai (06/10/2000)
- Dreamcast :
  - Cardcaptor Sakura : Tomoyo no Video DaiSakusen (28/12/2000)
- Game Boy Advance :
  - Cardcaptor Sakura: Sakura Card de Mini-Game (12/12/2003)
  - Cardcaptor Sakura: Sakura Card-hen - Sakura Card to Tomodachi (23/04/2004)
- PlayStation 2 :
  - Cardcaptor Sakura: Sakura-Chan to Asobo! (compatible EyeToy - 02/12/2004)